# Temesi Bertalan
Temesi Bertalan (Veszprém, 1980. október 4.) magyar Artisjus- és kétszeres Fonogram-díjas basszusgitáros, zenei rendező, producer, zenekarvezető, sessionzenész, basszusgitár-instruktor.
2012-ben Artisjus-díjat, és a Magyar Jazz Szövetség különdíját vehette át. 2013-ban Smoothjazz dalszerzői díjat kapott. 2003-ban az év basszusgitárosa díjat nyerte el az Arany nyíl díjátadó gálán. 2017-ben a Jazzy Dalverseny kiemelt díjazottja. 2021-ben Symphosium 40 lemeze Az Év Hazai Kortárs Szórakoztató Zenei Albuma kategóriában nyert Fonogram-díjat. 2021-ben bekerült a Magyarország sikeres személyiségei enciklopédiájába (Britishpedia V. 2021.). 2025-ben másodszor is Fonogram díjat nyert sorban hatodik - All In című - bigband hangszerelésű nagylemezével.
2001-2020 között több, mint 200 növendék látogatta magánóráit. Magán oktatást 2020-ban fejezte be. 
2016 óta az Öröm a zene iskola basszusgitár tanára.
Az NKA – Hangfoglaló Program (régebben : Cseh Tamás Program ) mentora, zsűritagja 2013 óta napjainkig.
A Hangszert a kézbe zenei reform oktatási program előadója 2016 óta országszerte több, mint 100.000 gyereknek tartott "rendhagyó énekóra" előadást.
2016 novembere óta a 95.7 Megafon FM a férfi hangja, (Balassagyarmat) valamint a Szóda c. műsorának szaktanácsadója – minden vasárnap este – Lombos Marci műsorvezető, és Házy Attila igazgató felkérésére.
2019-2022 között a 90.9 Jazzy Rádió Soul Session c. műsorának társ-műsorvezetője Bogyó Tamással, majd 2022.októberétől a Soul Session műsor a Radio Cafe és a Trend FM sávjain hallható.
2022 májusában első, és egyetlen magyar endroser-artistja az amerikai BARTOLINI pickupgyártó cégnek világhírű basszusgitárosok társaságában.
2022-ben és 2023-ban is a több, mint 7600 tagot számláló Basszusgitárosok Klubja fórum “Basszusradar” Top 10 basszusgitárosa közül 1 helyen végzett a szavazatok alapján. 
2023.márc.15-én zenekarával képviselte Magyarországot Genfben (Svájc) a világkonferencián – A Szellemi Tulajdon Világszervezete (WIPO) szerzői jogokkal foglalkozó állandó bizottságának Genfben megrendezett tanácskozása kiemelkedő produkciójaként lépett színpadra. 
17 éves koráig a sport és a néptánc foglalkoztatta. Zenei tanulmányokat emiatt nem folytatott. Egy veszprémi autóbalesetnek köszönhetően 1997-ben változott meg az élete, és a sport helyett más kikapcsolódási lehetőséget keresve találkozott a hangszeres zenével. Eleinte autodidakta módon VHS-videókról, kották segítségével és Amerikából rendelt oktató anyagok által szerzett információt. Később magántanárokhoz járt : Cseh Balázs, Mits Gergely, Glaser Péter, Studniczky László és még sokan mások segítették tanulmányait. Intézményesen először a veszprémi Csermák Antal Zeneiskolában ismerkedett a kottákkal és a nagybőgővel Mozsdényi György és Szerdahelyi Károly segítségével. Székesfehérváron a Dr. Lauschmann Gyula Zeneművészeti Jazz Szakközépiskola óráira látogatott el. Zenei tanulmányokat sokáig intézményes formában nem végzett. Első intézményes zenei tanulmányairól 2021-ben szerzett bizonyítványt, majd 2022-ben a Kőbányai Zenei Stúdió növendékeként végzett. 2022-ben felvételizett zenekultúra szakra Egerbe az Eszterházy Károly Katolikus Egyetemre, illetve ugyanerre a szakra az ELTE-re. Mindkét intézménybe felvették maximális pontszámmal. Tanulmányait 2022. szeptemberben kezdte meg. Az egyetem mellett 2022 őszén kezdte meg tanulmányait a Szent György Hang- és Filmművészeti Technikum hangosító szakán is, melyet sikeresen elvégzett 2023.júniusában. 
2025 nayráig 127 nagylemezen dolgozott és több, mint 1400 kereskedelmi forgalomba került hangfelvételen hallható a basszusgitár játéka.
A Magyar Könnyűzeneszerzők és Szövegírók Egyesületének elnökségi tagja. Az Előadói Jogvédő Iroda Egyesület Jogdíj Bizottsági, választmányi, és küldöttgyűlés tagja. A Music Hungary Szövetség felügyelőbizottsági tagja volt (2019-2021), majd a Music Hungary Szövetség elnökségi tagja (2021-ben és a 2024-2027 ciklusban újra). 2022.dec.31.-2026.dec.31. közötti időszakban a Máté Péter-díj Bizottság tagja (Csák János kulturális és innovációs miniszter felkérésére). A Magyar Zeneművészek és Táncművészek Szakszervezetének (MZTSZ) alelnöke (2024). A Kőbányai Zenei Stúdió tanára (2024-től).
Olyan előadók lemezén és koncertjén dolgozott az eltelt 25 évben, mint : Brian Culbertson (USA), Zséda, Szekeres Adrien, Charlie, Takács Nikolas, Garami Funky Staff, Éliás Jr., Belmondo, Kowalsky meg a Vega, Wolf Kati, Kocsis Tibor, Tátrai Tibor, László Attila, Babos Gyula, Póka Egon, Lerch István, Emilo, Fiesta, Black-Out, Gáspár Laci, Király Viktor, Caramel, Pély Barna, Keresztes Ildikó, Németh Gábor Projekt, Tóth Vera, Oláh Ibolya, Gallusz Niki, L.L.Junior, Janicsák Veca, Kasza Tibi, Szenes Iván estek, Gájer Bálint,Serbán Attila, SE7EN (Budapest Sportaréna 2018.ápr.12.), ... stb...
2019-ben youtube csatornáján újra indította oktatási felületét (eredetileg 2001 óta üzemel). Több, mint 5300 követővel és több, mint 1,8 millió nézettséggel működik jelenleg a csatorna. Social media felületein fellelhető minden aktualitás (Facebook 21000 követő / Instagram 8300 követő).
2001-2020 között több, mint 200 basszusgitáros növendék fordult meg magán óráin.
2016-2019 között az „Öröm a zene” iskola basszusgitár tanára.
Az NKA – Hangfoglaló Program (eredetileg: Cseh Tamás Program) mentora, zsűri tagja volt 2013-tól.
A Hangszert a kézbe zenei reform oktatási program előadója 2015 óta országszerte. A programmal közel 100.000 gyereknek tartott előadást.
A 2021-ben alakult Tornóczky All Access zenekar basszusgitárosa, menedzsere, kiadója.
2022-ben végzett a Kőbányai Zenei Stúdió basszusgitár szakán, 2024-ben felkérték az intézmény egyik tanárának. 
2022-2025 között végezte tanulmányait Egerben az Eszterházy Károly Katolikus Egyetem zenekultúra szakán. 2025-ben szerzett diplomát, és felvételt nyert a 2025 szeptemberében induló “master” szakra. 
2023.júniusában fejezte be tanulmányait a Szent György Hang- és Filmművészeti Technikum hangosító szakán sikerrel.
Állandó zenekari tagként az alábbi zenekarokban dolgozott / dolgozik:
- Without Face
- Stonehenge
- Black-Out
- Kowalsky meg a Vega
- Belmondo
- MattSet
- Garami Funky Staff
- Smooth Jazz Brothers
- Pálinkás Gergely és zenekara
- Tornóczky All Access

2012 óta televíziós zenei rendező / zenei producer:
- Egy este…” koncertsorozat-műsor 2013 (Kocsis Tibor, Takács Nikolas, Vastag Csaba, Muri Enikő)
- Szombat esti láz 2013, 2014
- Csillag születik 2014
- X Faktor 2013, 2014, 2015, 2017, 2018, 2019, 2020, 2021, 2022, 2024
- Hungary’s Got Talent 2015
- Kicsi Óriások 2016
- Szeretet éhség 2015
- Éjjel-nappal Budapest 2015–2022 között
- Kasza SHOW 2014, 2015, 2016
- Showtime 2016
- Gyertek át szombat este 2015, 2016, 2017, 2018, 2019, 2022
- A DAL 2015 (extra produkciók) A DAL nyitány 2021
- Playback párbaj 2016
- Nyerő páros 2016, 2017, 2018, 2019, 2020, 2021, 2022
- Partyzánok 2015
- Pacsi! 2018
- Szenzációs négyes 2018
- Showder főcím 2018, 2019, 2020
- Love Bistro 2020
- Álarcos énekes 2020 (I. tavasz / II. ősz) 2021 (III.)
- Zlata Maska (Álarcos énekes SLO/CZ) 2020
- A nagy szám 2021
- The Passion 2021 (Passio)
- Szerencsekerék 2021, 2022
- Tehetség első látásra 2022
- The Voice (2023)
- Valami Amerika sorozat (2023)
- Sztárbox (2023)
- Szerencsekerék (2025)

2011–2013 között a Magyar Televízió zenei munkatársa (Gitano Live produkció tagjaként)
- Szerencse szombat (Luxor-Lotto Show)
- Legenda
- Magyarország szeretlek

Zenei rendezőként a WONDERLAND SHOW COMPANY munkatársa:
- Allee (Opera Mesék 2016, Festészet 2017, Környezet védelem 2018, Költészet 2019, Olimpia / Sport 2020)
- 33. ritmikussportgimansztika-Eb 2017 Budapest Sportaréna
- Mercedes Fashion Week 2017 Iparművészeti Múzeum
- Lizzy Cards 2017 Várkert Bazár
- Fűzy Gábor Bármodern koncert BKK 2017
- Fűzy Gábor Nemzeti Galéria koncert 2018
- Fűzy Gábor MOM koncert 2018
- Fashion Street X 2018
- Loreal show Prága 2018
- Szegedi Kata Show – Sziget VIP 2018
- Zeiss show 2018
- Petőfi Zenei Díjátadó Gála Strand Fesztivál 2018, 2019
- Pancho Aréna avató 2018
- OVB gála (BOK csarnok) 2019
- Miller Music Amplified 2019
- Danubius Hotels Balatonfüred 2019
- Erste bank gála Millenáris Park 2019
- A DAL 2021 (Nyitány zene)
- IQOS (2023)
- 40. Ritmikus Gimnasztika Európa bajnokság 2024 Budapest Sportaréna
- IQOS (2024)
- Arconic 2024
- Isenzia 2025
- Swisscharm (2015, 2025)

## Zenei rendező és zenekarvezető
- Brian Culbertson Európa turné (BP Millenáris 2011, BP MOM KK 2018)
- Szenes Iván est 2015
- Kasza Tibi 2013-2023
- Garami Funky Staff 2011-2023
- Kocsis Tibi 2013–2019 tavaszáig.
- Serbán Attila 2014 óta napjainkig
- Vásáry André 2017

A Magyar Könnyűzeneszerzők és Szövegírók Egyesületének elnökségi tagja. Az Előadói Jogvédő Iroda Egyesület Jogdíjbizottsági, választmányi és küldött gyűlés tagja A Music Hungary Szövetség felügyelőbizottsági tagja volt 2018–2021 időszakban. 2021-ben és a 2024-2027 ciklusban újra a Music Hungary Szövetség elnökségi tagja. 2022.dec.31.-2026.dec.31. közötti időszakban a Máté Péter-díj Bizottság tagja (Tátrai Tibor, Frenreisz Károly, Tabár Zoltán, és Szakadáty-Póka Vanessa mellett).
2011-ben az Artisjus választmány jelöltje.
2025-ig 127 nagylemezen dolgozott. Több mint 1400 kereskedelmi forgalomba került hangfelvételen hallható basszusgitár játéka.
Olyan előadók lemezein és koncertjein dolgozott az eltelt 20 évben, mint : Brian Culbertson (USA), Zséda, Szekeres Adrien, Charlie, Takács Nikolas, Garami Funky Staff, Éliás Jr., Belmondo, Kowalsky meg a Vega, Wolf Kati, Kocsis Tibor, Tátrai Tibor, László Attila, Babos Gyula, Póka Egon, Lerch István, Emilo, Fiesta, Black-Out, Gáspár Laci, Király Viktor, Caramel, Pély Barna, Keresztes Ildikó, Németh Gábor Projekt, Tóth Vera, Oláh Ibolya, Gallusz Niki, L.L.Junior, Janicsák Veca, Kasza Tibi, Szenes Iván estek, Gájer Bálint,Serbán Attila, SE7EN (Budapest Sportaréna 2018. ápr. 12.), ... stb...
2001-ben indította el Magyarországon az első online basszusgitár-oktatási oldalt videoblog formájában az interneten. (www.zeneszbazis.hu – www.berci.hu) 
2019-ben YouTube-csatornáján újraindította oktatási felületét hatalmas sikerrel. 
Élő zenei produceri irodát üzemeltet. 2024 februárjáig dolgozott különböző rádió- és tv-csatornák felkéréseinek eleget téve.

## Szólólemezek
- On Time (2013 Music Fashion Art & Management)
- Satisfied (2015 Music Fashion Art & Management)
- III. (2017 Music Fashion Art & Management)
- Symphosium 40 – dupla szimfonikus nagylemez (2020 Music Fashion Art & Management). 2021-ben Fonogram-díjat nyert.
- Time is not a magazine (2021 Music Fashion Art & Management)
- All In (2025 BTM&E Kft)

2013-ban jelent meg első könyve Elégedettség címmel e-book formájában, mely 2018-ban nyomdai formátumban is a boltok polcaira került (rendhagyó mellékletként: addig megjelent mindhárom lemeze a könyvhöz csatolva). 

## Könyvei
- Temesi Berci: Elégedettség; Music Fashion Art&Management, Bp., 2018

## Díjai
- 2003-ban az év basszusgitárosa
- 2012-ben a Magyar Jazz Szövetség különdíjasa
- 2012-ben Artisjus-díjas előadóművész
- 2013-ban az I. Smoothjazz dalverseny díjazottja.
- 2017-ben a Jazzy Dalverseny kiemelt díjazottja.
- 2021-ben Fonogram-díjat nyert
- 2025-ben Fonogram-díjat nyert